# アルメニア神話
アルメニア神話（アルメニアしんわ）は、キリスト教が入る以前の古代アルメニアで信仰されていた神話であるが、情報はあまり残されていない。一番古い資料は、歴史家モーセス・ホレナツィの『アルメニア史』 (History of Armenia (book)) である。
アルメニアの神話は、アラマズド・アナヒット・ミフルがゾロアスター教、バルシャミンがアッシリアの影響を受ける一方、土着の美麗王アラ、ハイク・ナハペト、ヴァハグンのようにエウヘメリズム的に人から神になった神々も存在する。
ド·モルガンによると、アルメニア人は最初は自然崇拝者であったが、時と共にローマ、ペルシャとギリシャの文化の影響を受け多神教を国教とするようになった痕跡が見られるとした。

## 自然信仰
古代のアルメニア人は、天体（太陽・月・星など）や動物（ライオン・馬・牛・羊・鷹・鶴・コウノトリ）、炎など自然物を崇拝していた。アルメニアの周辺国やゾロアスター教などからの影響で、徐々に多神教に移行し、最高神アラマズドがゼウスと同一視されるようになっていった。

## 神
- アラマズド：全ての神の父、天と地の創造神

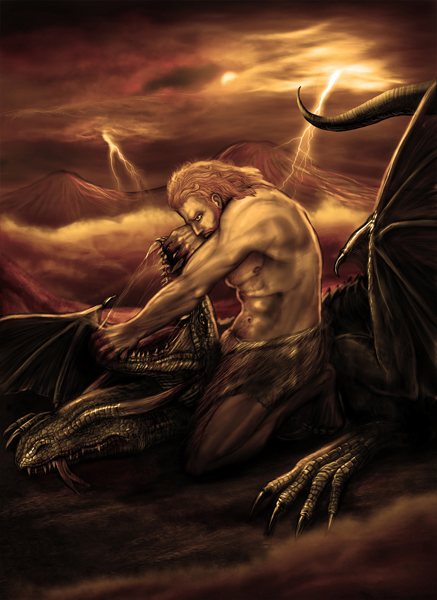
ヴァハグン

- アナヒット：不妊治療や出産の女神、アラマズドの娘もしくは妻とされる。アルテミスやアフロディーテに対応する。
- ヴァハグン：アルメニア神話を代表する第三の神、雷鳴と稲妻の神であり、ドラゴンを倒した英雄神である。彼はまた、太陽神と勇気の神として崇拝された。アルメニア王や将軍が戦争前に祈る戦争の神である。
- アストヒク：愛と美貌と水の女神、ヴァハグンの妻や恋人とされることが多い女神である。
- ナン(Nane）：アラマズドの娘とされる女神。戦争と知恵の地母神と考えられている。
- 美麗王アラ：春、植物、農業、種まきと水の神。新しい生命のシンボルとして、オシリス、ヴィシュヌ、ディオニュソスの影響が見られる。
- ミフル：光と天と太陽の神。アルマズドの息子とされる。
- Tir or Tiur ：文化・科学・学習と知恵の神
- ハイク・ナハペト：アルメニア人の祖先にして、伝説的射手である。ギリシャ神話のオーリーオーンと同一視されている。
- Amanor またはVanatur （違う名前だが、同じ神）：年神、新年の神
- ツォヴィナール：ナール（Nar）としても知られる雨・水・海の女神
- Spandaramet：監獄とSantarametと呼ばれる死者の王国の女神。ハデスと同一視される。住民である悪霊Santarametakansを支配する。
- Aray：あまり知られてない戦争の神
- バルシャミン：空と天候の神。おそらくセム族のバアル・シャミンからの派生した神
- バグマスティ：ウラルトゥで信仰された最高神ハルディの配偶神

## モンスターと精霊

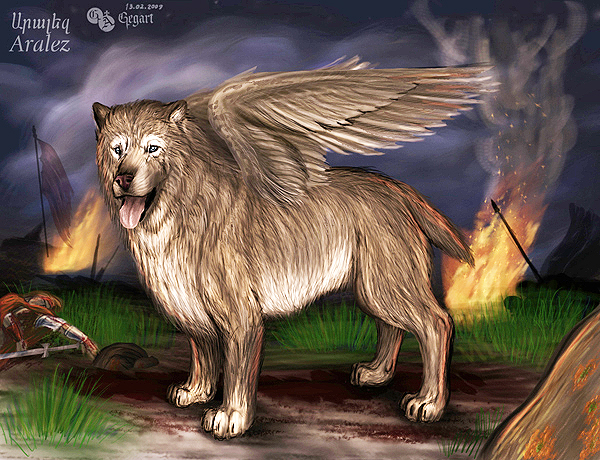
戦場のアラレズ

- アル（もしくはハル）：妊婦を襲い新生児を連れ去る小人の悪霊。姿は動物と人のハーフで、歯は鉄で爪は銅や真鍮とされる。鐘で覆われたとんがり帽を身に付け、姿を隠すことができる。[1][2]
- アラレズ：アルメニアの神々で最も古い神、戦いで傷ついた者を舐めて癒し、死んだ者を復活させる力を持った犬のような神
- ダヴス：ゾロアスター教のダエーワを起源とする空気によって構成された精霊。天使と多くの共通点を持つ。大抵、遺跡などに住み着いている。[2]
- シャハペット：一般的に蛇の形で現れされる友好的な守護霊。家などを守護するShvod、果樹や森などの農業関係の守護神Shvazなどが居る。接し方を間違えると災いをもたらす。[2]
- ヌハング：川に棲む水竜。（ヌハングは、ペルシャ語の鰐から来ている）古代のアルメニアでは海の怪物の総称としていた。女性に身を変えて、男性を誘惑し血を吸う。
- ピアテク：翼の無いグリフォンに似た哺乳類。